# Tamecka Dixon
Pour les articles homonymes, voir Dixon.
Tamecka Dixon, née le 14 décembre 1975 à Linden, dans le New Jersey, est une ancienne joueuse américaine de basket-ball. Elle évolue au poste d'arrière.

## Biographie

### Jeunesse
Dixon est née à Linden, elle a joué au basket pour le lycée Linden High School, où elle a été nommée High School All-American par la WBCA. Elle a participé au WBCA High School All-America Game en 1993, marquant dix points.

### Carrière universitaire
Dixon a fréquenté l'Université du Kansas, où elle a joué pour les Jayhawks du Kansas de 1993 à 1997. Elle a terminé sa carrière universitaire avec 1 689 points, 535 rebonds et 337 passes décisives en 120 match. Elle a été nommée Joueuse de l'année Big 12 et a également été nommée au Kodak All-American Team en 1996-1997.

### Carrière professionnelle

#### Début de la WNBA (1997-2005)
Tamecka Dixon a été sélectionnée par les Sparks de Los Angeles lors de la draft inaugurale de la WNBA en 1997, au 14e rang. Son premier match a eu lieu le 21 juin 1997 lors d'une défaite 57-67 contre le Liberty de New York. Dixon a passé la majeure partie de sa carrière avec les Sparks. Elle a joué un rôle crucial dans l'équipe, aidant les Sparks à remporter deux championnats consécutifs en 2001 et 2002. Sa défense solide, sa capacité à marquer et son esprit d'équipe ont fait d'elle une joueuse incontournable.
En 2002, Dixon a été nommée dans l'équipe nationale féminine de basket-ball des États-Unis qui a participé aux Championnats du monde à Zhangjiagang, Changzhou et Nanjing, en Chine. L'équipe était entraînée par Van Chancellor et a remporter le tournoi. Dixon a marqué 25 points et joué 7 matchs.
Dixon a été sélectionnée comme All-Star pendant trois saisons consécutives en 2001, 2002 et 2003 et elle a été sélectionnée dans la deuxième équipe All-WNBA Team en 2001.

#### Passage au Comets (2006-2008)
Avant le début de la saison 2006, Dixon a signé avec les Comets de Houston le 28 février 2006. La saison 2006 est la seule saison où Dixon a participé aux séries éliminatoires avec les Comets, mais ils ont été balayés au premier tour par les Monarchs de Sacramento. Les Comets ont raté les playoffs en 2007 et 2008, terminant avec un bilan de 13-21 et 17-17. En décembre 2008, la WNBA annonce la fin de la franchise de Houston, quadruples championnes WNBA, faute de repreneur. Une draft de dispersion est organisée en décembre 2008 pour envoyer toutes les joueuses des Comets dans des équipes différentes. Malheureusement, Dixon et sa coéquipière Shannon Johnson sont les seules joueuses des Comets qui n'ont pas été sélectionnées dans la draft de dispersion. Johnson signera au Storm de Seattle tandis que Dixon signera avec le Fever de l'Indiana.

#### Dernière saison (2009)
Cette saison 2009 avec les Fever a fini par être la dernière année de Dixon dans la ligue. Dixon participe a sa 4e apparition en finale de la WNBA. Après une longue carrière de 12 ans, Dixon a annoncé sa retraite le 18 février 2010.

## Statistiques

### États-Unis

#### Université
| Gras/Meilleures performances | [ 7 ] |

| Saison                    | Équipe                    | MJ  | M5 | Min | %T   | %3   | %LF  | Rb  | PD  | Int | Ctr | BP | F | Pts   |
| ------------------------- | ------------------------- | --- | -- | --- | ---- | ---- | ---- | --- | --- | --- | --- | -- | - | ----- |
| 1993-1994                 | Jayhawks du Kansas        | 27  |    |     | 42,0 | 18,8 | 52,0 | 4,2 | 1,6 | 1,0 | 0,3 |    |   | 6,8   |
| 1994-1995                 | Jayhawks du Kansas        | 31  |    |     | 47,5 | 35,7 | 64,0 | 3,9 | 2,6 | 1,4 | 0,9 |    |   | 10,9  |
| 1995-1996                 | Jayhawks du Kansas        | 32  |    |     | 46,9 | 20,0 | 77,4 | 4,2 | 3,2 | 1,9 | 0,3 |    |   | 17,0  |
| 1996-1997                 | Jayhawks du Kansas        | 30  |    |     | 45,0 | 34,5 | 74,1 | 5,6 | 3,7 | 2,6 | 0,6 |    |   | 20,8  |
| Total : moyenne par match | Total : moyenne par match |     |    |     | 45,7 | 28,8 | 70,0 | 4,5 | 2,8 | 1,7 | 0,5 |    |   | 14,1  |
| Totaux                    | Totaux                    | 120 |    |     | 635  | 34   | 385  | 535 | 337 | 209 | 64  |    |   | 1 689 |

## Palmarès et distinctions

### Palmarès

#### Équipe nationale
- Médaille d’or du Championnat du monde 2002

#### WNBA
- Championne WNBA 2001 et 2002

### Distinctions personnelles
- Second meilleur cinq de la WNBA en 2001